# Premiul prim-ministrului pentru literatură ebraică

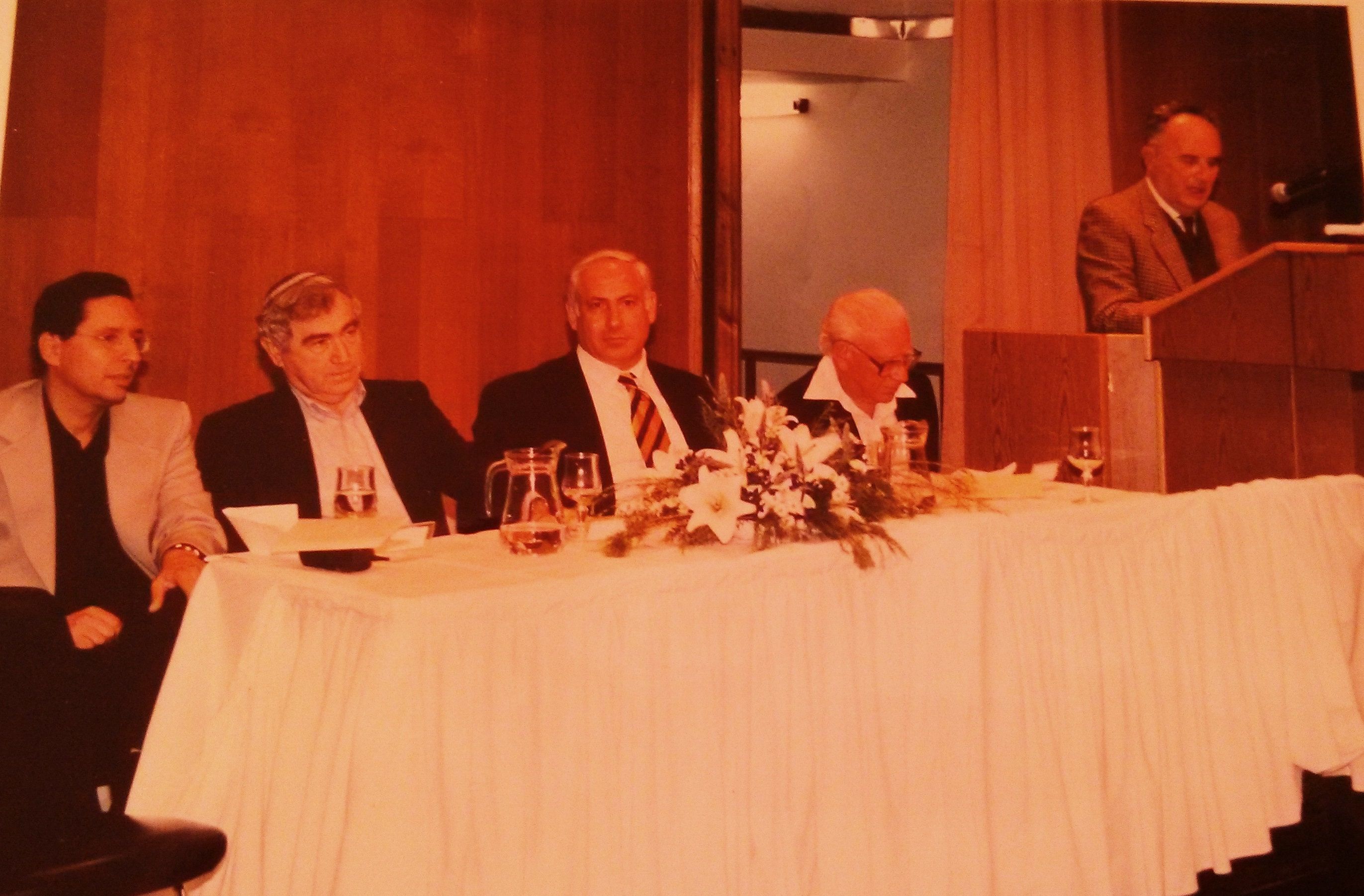
A.B. Yoffe (pe podium) cu ocazia primirii premiului, 1996

Premiul prim-ministrului pentru literatură ebraică (în ebraică פרס ראש הממשלה לסופרים עבריים, în traducere „Premiul prim-ministrului pentru scriitorii ebraici”), cunoscut și sub denumirea de Premiul literar Levi Eshkol (în ebraică פרס לוי אשכול), după numele celui de-al treilea prim-ministru al Israelului, este un premiu acordat anual scriitorilor care creează opere în limba ebraică. Premiul a fost înființat în 1968, la inițiativa Asociației Scriitorilor Ebraici din Israel.

## Acordarea premiului
Scopul declarat al premiului este de a „aprecia literatura ebraică și a încuraja excelența în scrierea literară ebraică” prin acordarea unei subvenții financiare scriitorilor, care le-ar permite acestora să se elibereze de obligațiile zilnice pe parcursul unui an pentru a-și putea dedica timpul unui scop literar. Valoarea subvenției este, din 2016, de 65.000 de shekeli noi – echivalentul salariului anual al unui profesor. Premiul a fost fondat în 1968 de prim-ministrul Levi Eshkol și inițiat de scriitorul Zelig Lavon, fratele lui Pinhas Lavon⁠(d).
Premiul se acordă de către Ministerul Culturii din bugetul său și în conformitate cu reglementările întocmite de minister, potrivit cărora, la fiecare trei ani, este numit un consiliu de administrație format din șapte membri (trei reprezentanți ai ministrului culturii și sportului și patru reprezentanți ai Asociației Scriitorilor Ebraici), cu un președinte desemnat anual de ministru. Consiliul numește un comitet de selecție format din trei membri, care, prin votul majorității, selectează maxim 14 premianți pe an.
Câștigătorii sunt anunțați în luna decembrie a anului care se încheie, înaintea începerii anului calendaristic pentru care se acordă subvenția (de aceea, de exemplu, câștigătorii premiilor pentru anul 2020 au fost anunțați în decembrie 2019).

## Câștigători

### Anii 1960
| An   | Câștigători |
| ---- | --- |
| 1969 | Poezie: Amir Gilboa; Ficțiune: Aharon Appelfeld, David Shahar, Eliyahu David Shafir; Eseuri și critică: Avraham Kariv |

### Anii 1970
| An   | Câștigători |
| ---- | --- |
| 1970 | Poezie: Uri Zvi Greenberg, Yonatan Ratosh; Ficțiune: Naomi Frankel, Aharon Almog; Eseuri și critică: Yeshurun Keshet  |
| 1971 | Poezie: Yehoshua Tan-Pi, Yehuda Amichai, Ozer Rabin, S. Shalom; Ficțiune: Amalia Kahana-Carmon                        |
| 1972 | Poezie: Dan Pagis, Esther Raab; Ficțiune: Uri Orlev, A.B. Yehoshua; Eseuri și critică: David Canaani                  |
| 1973 | David Avidan, T. Carmi, Arie Sivan, Getzl Kresel, Aharon Megged, Pinchas Sadeh                                        |
| 1974 | Poezie: Yair Hurvitz, Zelda, Dov Homsky; Ficțiune: Hanoch Bartov, Yonat Send, Dan Tsalka                              |
| 1975 | Shulamit Hareven, Moshe Shamir, Natan Yonatan, Avraham Halfi, Tuvya Ruebner, Ehud Ben Ezer                            |
| 1976 | Poezie: Zrubavel Gilad, Eli Netser, Israel Pincas; Ficțiune: Yitzhak Orpaz, Yehudit Hendel; Critică: Yitzhak Ikviyahu |
| 1977 | Dahlia Ravikovitch, Benjamin Tammuz, Shimon Blass, Meir Wieseltier, Yoav Levitas Halevy, Yehoshua Kenaz               |
| 1978 | Nu s-au acordat premii                                                                                                |
| 1979 | Poezie: S. Shalom, Haim Be'er, Rivka Miryam; Ficțiune: Dvora Omer, Amnon Shamosh; Eseuri: Rivka Gorfein               |

### Anii 1980
| An   | Câștigători |
| ---- | --- |
| 1980 | Poezie: Gavriela Elisha, Yaakov Beser, Nurit Zarchi, Anton Shammas; Ficțiune: Amalia Kahana-Carmon, Amatzia Porat                          |
| 1981 | Amir Gilboa, Ida Tsurit și alții |
| 1982 | |
| 1983 | |
| 1984 | Giora Leshem și alții |
| 1985 | Poezie: David Avidan, Shimon Tsameret; Ficțiune: Israel Hameiri, Yotam Reuveni; Dramaturgie: Josef Mundy                                   |
| 1986 | Maya Bejerano, Yosef Bar-Yosef, Binyamin Galai, Moshe Dor, Yehudit Kafri, Reuven Miran, Aba Kovner, Yoram Kaniuk, Dan Shavit, Yoram Sharon |
| 1987 | Yoseph Sharon, Shulamit Apfel, Yair Hurvitz, S. Shifra și alții                                                                            |
| 1988 | Dudu Barak și alții |
| 1989 | Shin Shifra și alții |

### Anii 1990
| An   | Câștigători |
| ---- | --- |
| 1990 | |
| 1991 | Ehud Ben Ezer, Shamai Golan, Miriam Eitan, Nurit Zarchi, Yehudit Mosel-Eliazarov |
| 1992 | Itamar Ya'oz Kasat și alții |
| 1993 | Yaakov Buchan, Haim Be'er, Miriam Akavia, Yosef Ozer și alții |
| 1994 | Lea Aini, Israel Eliraz, Hannah Bat Shahar, Batya Gur, Maya Bejerano, Ramy Ditzanny, Yehezkel Yosef, Josef Mundy, Ronit Matalon, Agi Mishol, Aryeh Samo, Ofra Ofer, Dahlia Ravikovitch, Amnon Shamosh |
| 1995 | |
| 1996 | Yonadav Kaplun, Shimon Shlush, A.B. Yaffe, Rami Saari, Judith Katzir, Maya Bejerano, Nava Semel și alții                                                                                              |
| 1997 | Yosef Sharon, Shin Shifra și alții |
| 1998 | Dan Armon și alții |
| 1999 | Eleonora Lev și alții |

### Anii 2000
| An   | Câștigători |
| ---- | --- |
| 2000 | Dorit Rabinyan și alții |
| 2001 | Endad Eldan, Alon Alters, Yonatan Ben Nahum, Yitzhak Gormazano Goren, Varda Genosar, Dalia Hertz, Natan Zach, Yechiel Hazak, Orzion Ishay, Yitzhak Laor, Ronny Someck, Eda Zoritte, Orly Castel-Bloom, Roi Reshkes                                                            |
| 2002 | Gavriela Avigur-Rotem, Thelma Admon, Esther Ettinger, Dror Elimelech, Yaakov Buchan, Tamir Greenberg, Yael Hedaya, Yona Tefer, Shlomit Cohen Asif, Efrat Mishori, Yoram Meltzer, Amnon Navot, Yizhar Smilansky, Alona Kim Rabin, Dorit Rabin, Dorit, Asher Reich, Shlomo Shva |
| 2003 | Sharon As, Haya Esther, Alex Epstein, Mishka Ben David, Avraham Bar-Oz, Yitzhak Bar-Yosef, Aliza Greenberg, Dorit Weisman, Esti G. Haim, Haim Lapid, Giora Leshem, Alexander Sand, Eli Amir, Dorit Peleg, Yehudit Rotem, Dan Shavit, Tsipi Shachrur, Leah Snir                |
| 2004 | Arye Aharoni, Yitzhak Orbach-Orpaz, Lea Aini, Haim Gouri, Rami Ditzanny, Rafi Weichart, Gali-Dana Singer, Sarah Hafri Afal, Iris Leal, Ran Yagil, Hillel Mittlefunkt, Rami Saari, Avshalom Kaveh, Mirik Snir                                                                  |
| 2005 | Yaron Avitov, Aharon Amir, Maxim Ghilan, Shifra Horn, Amira Hess, Hava Havushi, Tamir Lahav Radelmesser, Eyal Meged, Mira Magen, Michal Snunit, Sayed Kashua, Dahlia Ravikovitch, Yuval Shimoni                                                                               |
| 2006 | Esther Eisen, Dvorah Amir, Shimon Buzaglo, Dror Bornstein, Yitzhak Ben-Ner, Sammy Berdugo, Aviva Doron, Eliaz Cohen, Miri Litvak, Yoram Levi Porat, Ruth Bondy, Lily Peri, Shimon Zimmer, Lior Sternberg                                                                      |
| 2007 | Shimon Adaf, Yehoram Ben-Meir (Pichi), Michal Ben-Naftali, Hanoch Bartov, Hagai Dagan, Anna Herman, Dori Manor, Yael Mishali, Itamar Yaoz-Kassat, Shez, Oded Peled, Judith Katzir, Tuvya Ruebner, Natan Shaham                                                                |
| 2008 | Aharon Megged, Ruth Almog, Yoel Hoffmann, Yossi Avni-Levy, Suzanne Adams, Tamar Galbetz Nira Harel, Goren Agmon, Moshe Dor, Gilad Meiri, Debbie Saar, Liat Kaplan, Shlomo Aviv, Zisi Stavi                                                                                    |
| 2009 | Israel Eliraz, Moiz Ben Harosh, Yitzhak Bezalel, Ariel Hirschfeld, Alon Hilu, Hagar Yanai, Einat Yakir, Haim Sabato, Shoham Smith, Naim Araidi, Orna Coussin, Assaf Shor, Tzur Shezaf, Ayelet Shamir                                                                          |

### Anii 2010
| An   | Câștigători |
| ---- | --- |
| 2010 | Egor Schiff, Elisha Porat, Almog Behar, Amnon Navot, Arik Eisenberg, Bracha Serri, Guy Ad, Daniela Carmi, Tal Nitzan, Yirmi Pinkus, Nir Baram, Roni Givati, Tahel Ran, Tamir Greenberg                                             |
| 2011 | Orly Castel-Bloom, Elhanan Nir, Assaf Gavron, Gavriela Elisha, Yosef Oren, Yaniv Iczkovits, Yael Hedaya, Yitzhak Bar-Yosef, Israel Wiesler, Israel Pincas, Meir Wieseltier, Mira Meir, Aina Ardel, Tami Shemtov                    |
| 2012 | Dana Amir, Yakir Ben Moshe, Benny Barabash, Michael Bar-Zohar, Ilana Bernstein, Yitzhak Ganuz, Uri Hollander, Sivan Har-Shefi, Nidaa Khoury, Jonathan Yavin, Galia Oz, Ephraim Sidon, Moshe Sakel, Naomi Shmuel                    |
| 2013 | Yehonatan Geffen, Menahem Perry, Amichai Shalev, Moshe Ohayon, Yehuda Atlas, Shulamit Apfel, Yaara Ben David, Amir Gottenfreund, Yehezkel Rahamim, Ofra Galbert Avni, Tzipora Dolan, Gail Hareven, Dan Laor, Dror Mishani          |
| 2014 | Avirama Golan, Alona Frankel, Ofir Tousha Gefla, Eli Eliyahu, Galit Dahan Carlibach, Haim Pesach, Yonadav Kaplun, Miki Ben Canaan, Matan Hermoni, Aliza Greenberg, Eran Bar-Gil, Anat Zacharia, Tzipi Gon-Gross, Zeruya Shalev     |
| 2015 | Eli Hirsch, Sabina Meseg, Yigal Sarna, Sarah Blau, Yaara Schori, Emuna Elon, Yael Neeman, Ilan Sheinfeld, Tzvika Sternfeld, Dido S. Didovsky, Yaakov Biton, Yosef Ozer, Yossi Sukri                                                |
| 2016 | Noga Elbelech, Anat Einhar, Esti G. Haim, Sagi Elnakwe, Hila Lahav, Ran Yagil, Menahem Ben, Alex Epstein, David Tarbai, Yossi Granovski, Sigal Ben Yair, Iris Eliya Cohen, Mira Kedar, Yair Assulin                                |
| 2017 | Yiftach Ashkenazi, Rachel Eshed, Ayman Sikseck, Leah Pilowski, Binyamin Shvili, Navit Barel, Ketzia Alon, Yudit Shachar, Yehuda Etti, Adi Wolfson, Avichai Kimchi, Racheli Avraham Eitan, Dorit Zilberman, Shachar-Mario Mordechai |
| 2018 | Bachal Serlawi, Rafi Weichart, Shula Modan, Galila Ron Feder Amit, Dror Bornstein, Nina Pinto Abekasis, Ziva Shamir, Pini Rabenu, Naomi Ben Gur, Seline Assyag, Hamutal Bar Yosef, Ricki Daskal, Hayuta Deutsch, Yonatan Berg      |
| 2019 | Inbar Ashkenazi, Ariella Goldmintz, Arik Glessner, Tehila Hakimi, Shemi Zarhin, Anat Levin, Dori Manor, Avivit Mishmari, Yoav Alvin, Assaf Inbari, Dorit Kelner, Noam Partom, Mia Tevet Dayan, Shimon Riklin                       |

### Anii 2020
| 2020 | Yonit Naaman, Orit Wilfiler, Dikla Kedar, Kobi Nissim, Sagit Emet, Yaakov Barzilai, Gidon Tikotzky, Yael Globerman |
| 2021 | Hila Blum, Etgar Keret, Nurith Gertz⁠(d), Yirmi Pincus, Roy Chen, Amichai Chasson⁠(d), Noa Yadlin, Yannets Levi⁠(d), Yaakov z. Meir, Rutu Modan⁠(d), Levana Moshon⁠(d), Shira Satyu, Eli Shmueli, Shalom Eilati, Tamar Marin |